# Haplochromis bareli
Espèce
Statut de conservation UICN

 CR (Possibly Extinct) C2a(ii) : 
En danger critique
Haplochromis bareli est une espèce de poissons de la famille des Cichlidés.

## Systématique
L'espèce Haplochromis bareli a été décrite en 1991 par le zoologiste néerlandais Martien J. P. van Oijen (d).

## Répartition
Cette espèce est endémique du lac Victoria en Afrique. Elle n'a été observée que sur le territoire de la Tanzanie mais ni en Ouganda, ni au Kenya qui possèdent également une partie du lac.

## Publication originale
- (en) M. J. P. van Oijen, « A systematic revision of the piscivorous haplochromine Cichlidae (Pisces: Teleostei) of Lake Victoria (East Africa). Part I », Zoologische Verhandelingen, Leyde, Musée national d'histoire naturelle, vol. 272, no 1,‎ 1991, p. 1-95 (ISSN 0024-1652, lire en ligne).